# Böllen
Böllen è un comune tedesco di 103 abitanti, situato nel land del Baden-Württemberg.